# Bán hàng trên ô tô

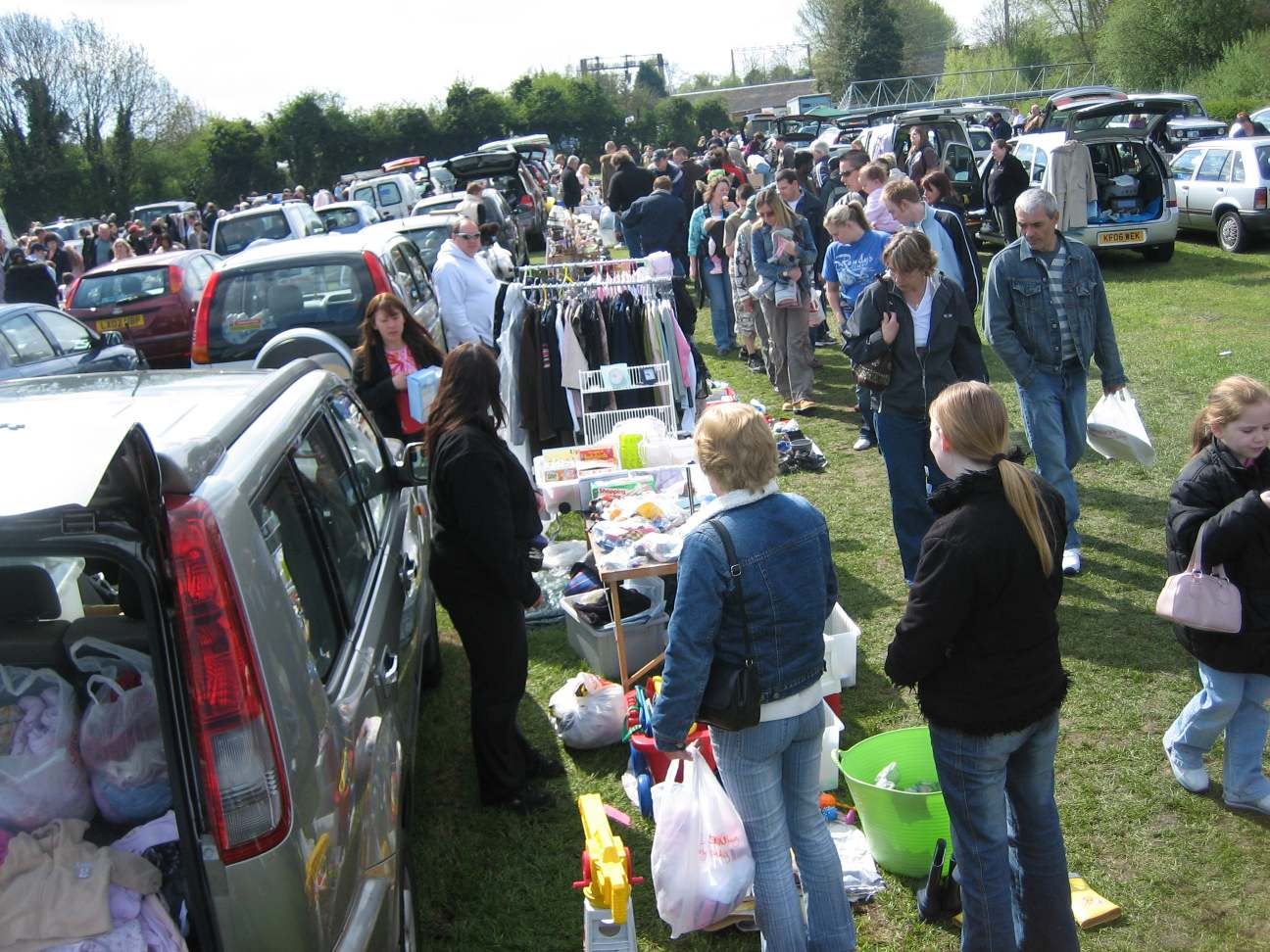
Bán hàng trên ô tô tại Apsley, Hertfordshire

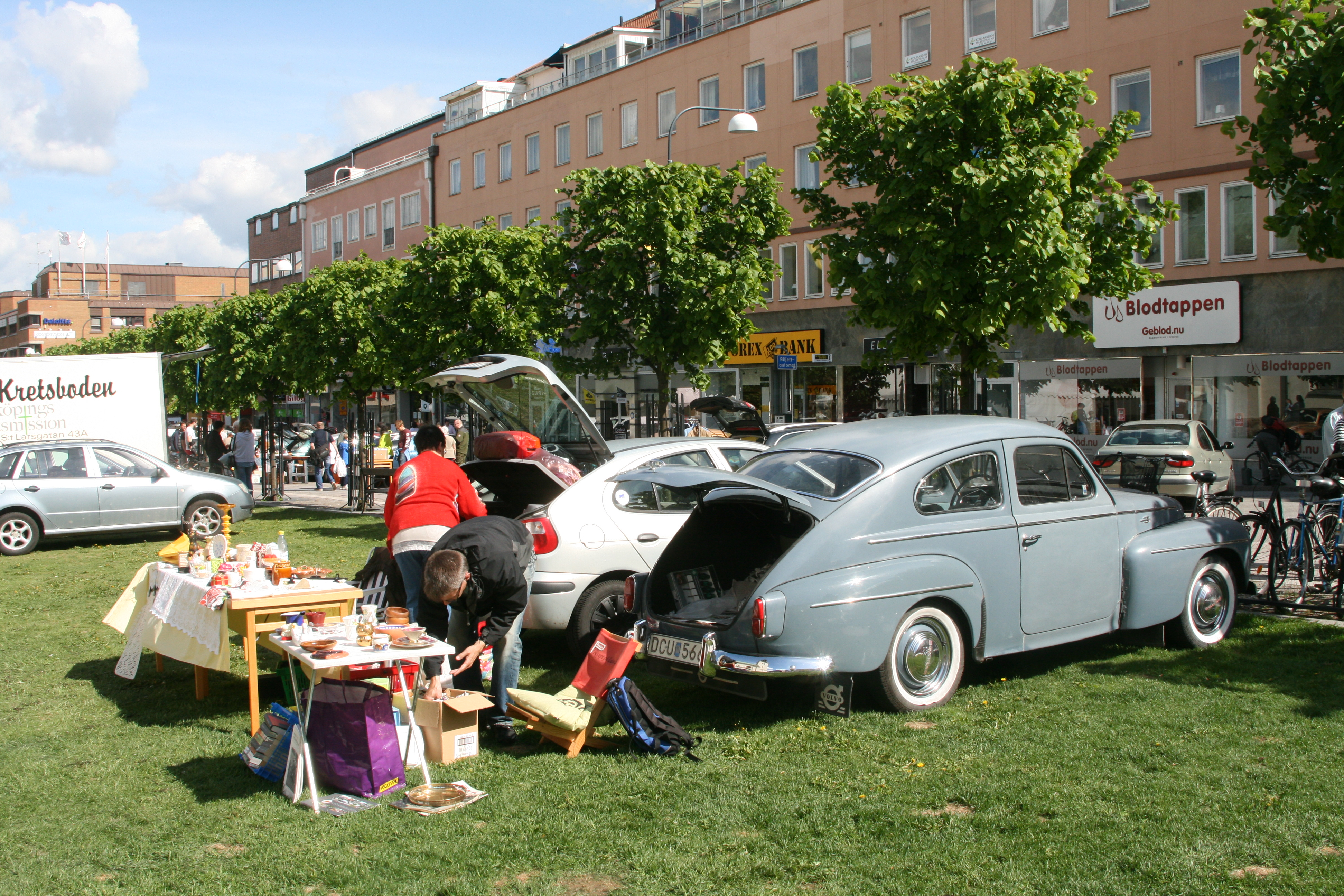
Bán hàng trên ô tô ở Thụy Điển

Bán hàng trên ô tô hoặc hội chợ bán hàng trên ô tô là một hình thức của thị trường, trong đó các cá nhân đến với nhau để bán hàng hóa nhà và vườn Chúng rất phổ biến ở Vương quốc Anh, nơi chúng thường được gọi đơn giản là 'car boots'.
Bán hàng trên ô tô đang trở nên phổ biến trên nhiều thành phố và thị trấn và đã phát triển từ các hoạt động mờ ám bán sản phẩm sản xuất hàng loạt, cho bất cứ ai và mọi người đang cố gắng bán các mặt hàng gia dụng dư thừa. Một số nghiên cứu khoa học đã nghiên cứu thói quen mua sắm của mọi người khi bán hàng trên ô tô. Các nhóm các nhà khoa học này xem việc luân chuyển hàng tồn kho trong gia đình là rất cần thiết vì nó ngăn ngừa lãng phí và chi phí xử lý, đồng thời cũng tạo ra một cộng đồng nhỏ nơi sự tiết kiệm và khởi nghiệp phát triển.
Thuật ngữ "Bán hàng trên ô tô" dùng để chỉ việc bán các mặt hàng từ cốp xe hơi. Mặc dù một tỷ lệ nhỏ người bán là thương nhân chuyên nghiệp bán hàng hóa, hoặc thực sự duyệt tìm các mặt hàng để mua, hầu hết các hàng hóa được bán là tài sản cá nhân đã qua sử dụng. Bán hàng trên ô tô là một cách thu hút một nhóm lớn người ở một nơi để tái chế các mặt hàng nội địa hữu ích nhưng không mong muốn mà nếu không có thể đã bị vứt đi. Bán hàng trên ô tô thường diễn ra trong những tháng mùa hè. Tuy nhiên, trong một xu hướng đang phát triển, Bán hàng tại nhà và bán hàng ngoài trời ở bãi đất trống, hiện đang xuất hiện ở một số vùng của Vương quốc Anh. Các mặt hàng thì vô cùng đa dạng, bao gồm cả đồ cổ và đồ sưu tập, như trong chợ trời. Bán hàng trên ô tô cũng rất phổ biến ở các vùng của Úc và có sự hiện diện ngày càng tăng ở lục địa châu Âu.

## Địa điểm
Bán hàng trên ô tô được tổ chức ở nhiều địa điểm khác nhau, bao gồm cả sân trường và các tòa nhà cộng đồng khác, hoặc trong các cánh đồng cỏ hoặc bãi đỗ xe. Thông thường chúng diễn ra vào cuối tuần, thường vào Chủ nhật. Người bán thường sẽ trả một khoản phí nhỏ tiền mặt bằng, thường là khoảng £ 13, và đến với hàng hóa của họ trong cốp xe của họ. Thông thường, các mặt hàng sau đó được đặt trên bàn xếp, một tấm chăn hoặc bạt hoặc đặt dưới đất. Việc vào cửa thường là miễn phí, mặc dù đôi khi một khoản phí vào cửa nhỏ được thu. Thời gian mở cửa được quảng cáo thường không được tuân thủ nghiêm ngặt: thường thì tính chất của địa điểm này khiến cho những người săn lùng mặc cả không thể đi lang thang ngay khi những người chủ đầu tiên đến.

## Lịch sử
Người ta nói rằng Cha Harry Clarke, một linh mục Công giáo từ Stockport, đã giới thiệu việc bán hàng trên ô tô cho Vương quốc Anh như một người gây quỹ từ thiện, sau khi xem một sự kiện tương tự hoặc hội chợ thân cây ở Canada, trong khi đi nghỉ vào đầu những năm 1970. Mặc dù thực tế là không có nguồn gốc nào cho việc này đã được xác minh, câu chuyện vẫn tiếp tục được kể. Hiện nay có rất nhiều buổi bán hàng trên ô tô thường xuyên trên khắp Vương quốc Anh.

## Trực tuyến
Vào những năm 2000, nhiều trang web "Bán hàng trên ô tô" đã được thành lập. Vào mùa đông thì thường bán hàng trên ô tô ngoài trời ít hơn bình thường.

## Bảo vệ

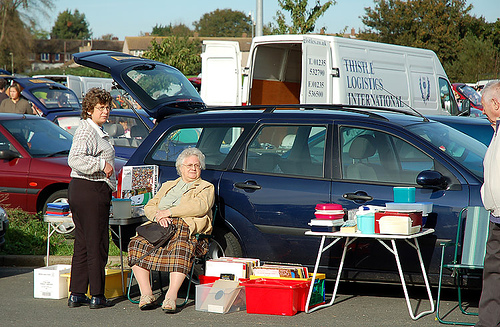
Bán hàng trên ô tô năm 2011

Năm 2008, một điều lệ quốc gia, Thỏa thuận thực sự: Hợp tác với các thị trường không hàng giả, đã được đưa ra bởi Viện tiêu chuẩn giao dịch ở Anh. Nó nhằm giúp chính quyền địa phương nhân viên Tiêu chuẩn giao dịch, nhà điều hành thị trường và chủ sở hữu bản quyền. Bằng cách đăng ký điều lệ, một nhà điều hành thị trường cam kết hợp tác chặt chẽ với Tiêu chuẩn giao dịch để ngăn chặn việc bán hàng giả và hàng hóa bất hợp pháp khác, và để ý xem ai đang giao dịch tại chợ. Đổi lại, Tiêu chuẩn giao dịch sẽ cam kết hỗ trợ nhà điều hành thị trường và cung cấp thông tin cho họ liên quan đến việc bán các sản phẩm vi phạm.
Những người được bảo lãnh hiếm khi được tìm kiếm hoặc đưa ra khi Bán hàng trên ô tô và các mặt hàng điện hiếm khi có thể được kiểm tra tại địa điểm bán hàng. Mặc dù việc truy tìm người bán có thể khó khăn, nhưng ở Anh, họ vẫn có nghĩa vụ tuân thủ Đạo luật mô tả thương mại.